# Agave nizandensis
Agave nizandensis ist eine Pflanzenart aus der Gattung der Agaven (Agave). Englische Trivialnamen sind „Nizanda“ und „Dwarf Mexican Agave“.

## Beschreibung
Agave nizandensis  wächst solitär oder formt kleine Gruppen mit einer Wuchshöhe bis 30 cm und einem Durchmesser bis 40 cm. Die linealisch bis lanzettenförmigen, brüchigen, biegbaren, variabel angeordneten, grünen, gestreiften Blätter sind 20 bis 30 cm lang und 1,5 bis 2,5 cm breit. Die Blattränder sind unregelmäßig fein gezahnt. Der konische rötliche Enddorn ist bis 0,8 cm lang.
Der ährenförmige Blütenstand wird 1 bis 2 m hoch. Die hellgelben bis grünen Blüten sind 35 bis 40 mm lang und erscheinen in kurzgestielten Büscheln zu zwei bis fünf Blüten am oberen Teil des Blütenstandes. Die kurztrichterige Blütenröhre ist 3 bis 4 mm lang.
Die Blütezeit reicht von Juni bis Juli.

## Systematik und Verbreitung
Agave nizandensis wächst endemisch in Mexiko im Bundesstaat Oaxaca an steinigen Hängen.
Die Erstbeschreibung durch Ladislaus Cutak ist 1951 veröffentlicht worden.
Agave nizandensis ist ein Vertreter der Sektion Nizandensae. Sie ist gefährdet, extrem selten und nur einige kleine Kolonien wachsen in einem geografisch isolierten Gebiet in Nizanda und Umgebung. Die Art ist ohne enge Verwandte innerhalb der Agaven. Ullrich stellte für sie deshalb die Sektion Nizandensae auf.